# Kreplach

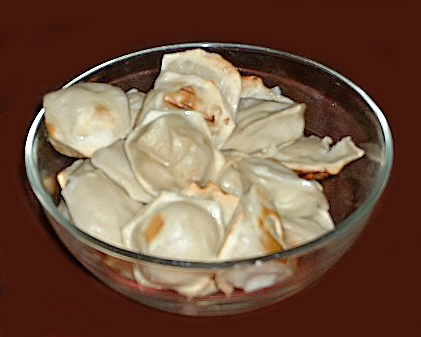
Unos kreplach fritos antes de ser servidos.

Los kreplech o kreplaj son pequeños fideos o pasta rellena que tienen en su interior carne picada, puré de patata u otro relleno. Generalmente se cuecen y se sirven en un caldo de gallina. Son muy similares a los ravioli italianos y a veces se mencionan como los «wonton judíos» (una versión judía de los wonton chinos).
Son un plato tradicional de la cocina judía asquenazí y se sirven a menudo un día antes del Yom Kippur (el día de la expiación) o en el Hoshannah Rabbah (el séptimo día del festival de las casetas).